# Soupisky mužstev na mistrovství světa ve fotbale 2018 (skupina D)
Toto je soupiska čtyř mužstev skupiny D na Mistrovství světa ve fotbale 2018.

## Argentina
| Číslo                                       | Jméno                    | Stát / klub                      | Datum narození           | Foto                                        |
| Brankáři                                    | Brankáři                 | Brankáři                         | Brankáři                 | Brankáři                                    |
| ------------------------------------------- | ------------------------ | -------------------------------- | ------------------------ | ------------------------------------------- |
| 1                                           | Nahuel Guzmán            | Tigres UANL (Mexiko)             | 10.2.1986                | Archivováno 23. 6. 2018 na Wayback Machine. |
| 12                                          | Franco Armani            | CA River Plate (Argentina)       | 16.10.1986               | Archivováno 23. 6. 2018 na Wayback Machine. |
| 23                                          | Willy Caballero          | Chelsea FC (Anglie)              | 28.9.1981                | Archivováno 23. 6. 2018 na Wayback Machine. |
| Obránci                                     |                          |                                  |                          |                                             |
| 2                                           | Gabriel Mercado          | Sevilla FC (Španělsko)           | 18.3.1987                | Archivováno 23. 6. 2018 na Wayback Machine. |
| 3                                           | Nicolás Tagliafico       | AFC Ajax (Nizozemsko)            | 31.8.1992                | Archivováno 23. 6. 2018 na Wayback Machine. |
| 4                                           | Cristian Ansaldi         | Turín FC (Itálie)                | 20.9.1986                | Archivováno 23. 6. 2018 na Wayback Machine. |
| 6                                           | Federico Fazio           | AS Řím (Itálie)                  | 17.3.1987                | Archivováno 16. 6. 2018 na Wayback Machine. |
| 8                                           | Marcos Acuňa             | Sporting Lisabon (Portugalsko)   | 28.10.1991               | Archivováno 23. 6. 2018 na Wayback Machine. |
| 14                                          | Javier Mascherano        | Che-pej Chua-sia Fortune (Čína)  | 8.6.1984                 | Archivováno 23. 6. 2018 na Wayback Machine. |
| 16                                          | Marcos Rojo              | Manchester United FC (Anglie)    | 20.3.1990                | Archivováno 23. 6. 2018 na Wayback Machine. |
| 17                                          | Nicolás Otamendi         | Manchester City FC (Anglie)      | 12.2.1988                | Archivováno 23. 6. 2018 na Wayback Machine. |
| 18                                          | Eduardo Salvio           | Benfica Lisabon (Portugalsko)    | 13.7.1990                | Archivováno 23. 6. 2018 na Wayback Machine. |
| Záložníci                                   |                          |                                  |                          |                                             |
| 5                                           | Lucas Biglia             | AC Milán (Itálie)                | 30.1.1986                | Archivováno 23. 6. 2018 na Wayback Machine. |
| 7                                           | Éver Banega              | Betis Sevilla (Španělsko)        | 29.6.1988                | Archivováno 23. 6. 2018 na Wayback Machine. |
| 11                                          | Ángel Di María           | Paris Saint-Germain FC (Francie) | 14.2.1988                | Archivováno 23. 6. 2018 na Wayback Machine. |
| 13                                          | Maximiliano Meza         | CA Independiente (Argentina)     | 15.1.1992                | Archivováno 23. 6. 2018 na Wayback Machine. |
| 15                                          | Enzo Nicolas Pérez       | CA River Plate (Argentina)       | 22.2.1986                | Archivováno 23. 6. 2018 na Wayback Machine. |
| 20                                          | Giovani Lo Celso         | Paris Saint-Germain FC (Francie) | 9.4.1996                 | Archivováno 23. 6. 2018 na Wayback Machine. |
| 22                                          | Cristian Pavón           | CA Boca Juniors (Argentina)      | 21.1.1996                | Archivováno 23. 6. 2018 na Wayback Machine. |
| Útočníci                                    |                          |                                  |                          |                                             |
| 9                                           | Gonzalo Higuaín          | Juventus FC (Itálie)             | 10.12.1987               | Archivováno 2. 7. 2019 na Wayback Machine.  |
| 10                                          | Lionel Messi –           | FC Barcelona (Španělsko)         | 24.6.1987                | Archivováno 23. 6. 2018 na Wayback Machine. |
| 19                                          | Sergio Agüero            | Manchester City FC (Anglie)      | 2.6.1988                 | Archivováno 20. 6. 2020 na Wayback Machine. |
| 21                                          | Paulo Dybala             | Juventus FC (Itálie)             | 15.11.1993               | Archivováno 25. 6. 2018 na Wayback Machine. |
| Hlavní trenér                               |                          |                                  |                          |                                             |
| Jorge Sampaoli 13.3.1960                    | Jorge Sampaoli 13.3.1960 | Jorge Sampaoli 13.3.1960         | Jorge Sampaoli 13.3.1960 | Archivováno 23. 6. 2018 na Wayback Machine. |
| Soupiska na FIFA.com                        |                          |                                  |                          |                                             |
| Archivováno 20. 6. 2018 na Wayback Machine. |                          |                                  |                          |                                             |

## Island
| Číslo                                       | Jméno                         | Stát / klub                    | Datum narození                | Foto                                        |
| Brankáři                                    | Brankáři                      | Brankáři                       | Brankáři                      | Brankáři                                    |
| ------------------------------------------- | ----------------------------- | ------------------------------ | ----------------------------- | ------------------------------------------- |
| 1                                           | Hannes Þór Halldórsson        | Randers FC (Dánsko)            | 27.4.1984                     | Archivováno 22. 6. 2018 na Wayback Machine. |
| 12                                          | Frederik Schram               | FC Roskilde (Dánsko)           | 19.1.1995                     | Archivováno 23. 6. 2018 na Wayback Machine. |
| 13                                          | Rúnar Alex Rúnarsson          | FC Nordsjælland (Dánsko)       | 18.2.1995                     | Archivováno 23. 6. 2018 na Wayback Machine. |
| Obránci                                     |                               |                                |                               |                                             |
| 2                                           | Birkir Már Sævarsson          | Valur Reykjavík (Island)       | 11.11.1984                    | Archivováno 23. 6. 2018 na Wayback Machine. |
| 5                                           | Sverrir Ingi Ingason          | FK Rostov (Rusko)              | 5.8.1993                      | Archivováno 22. 6. 2018 na Wayback Machine. |
| 6                                           | Ragnar Sigurðsson             | FK Rostov (Rusko)              | 19.6.1986                     | Archivováno 22. 6. 2018 na Wayback Machine. |
| 14                                          | Kári Árnason                  | Aberdeen FC (Skotsko)          | 13.10.1982                    | Archivováno 23. 6. 2018 na Wayback Machine. |
| 15                                          | Hólmar Örn Eyjólfsson         | PFK Levski Sofia (Bulharsko)   | 6.8.1990                      | Archivováno 23. 6. 2018 na Wayback Machine. |
| 18                                          | Hördur Björgvin Magnússon     | Bristol City FC (Anglie)       | 11.2.1993                     | Archivováno 23. 6. 2018 na Wayback Machine. |
| 23                                          | Ari Freyr Skúlason            | KSC Lokeren (Belgie)           | 14.5.1987                     | Archivováno 23. 6. 2018 na Wayback Machine. |
| Záložníci                                   |                               |                                |                               |                                             |
| 3                                           | Samúel Kári Fridjónsson       | Vålerenga IF (Norsko)          | 22.2.1996                     | Archivováno 23. 6. 2018 na Wayback Machine. |
| 4                                           | Albert Gudmundsson            | PSV Eindhoven (Nizozemsko)     | 15.6.1997                     | Archivováno 23. 6. 2018 na Wayback Machine. |
| 7                                           | Jóhann Berg Guðmundsson       | Burnley FC (Anglie)            | 27.10.1990                    | Archivováno 23. 6. 2018 na Wayback Machine. |
| 8                                           | Birkir Bjarnason              | Aston Villa FC (Anglie)        | 27.5.1988                     | Archivováno 23. 6. 2018 na Wayback Machine. |
| 10                                          | Gylfi Sigurðsson              | Everton FC (Anglie)            | 8.9.1989                      | Archivováno 23. 6. 2018 na Wayback Machine. |
| 16                                          | Ólafur Skúlason               | Kardemir Karabükspor (Turecko) | 1.4.1983                      | Archivováno 23. 6. 2018 na Wayback Machine. |
| 17                                          | Aron Gunnarsson –             | Cardiff City FC (Wales)        | 22.4.1989                     | Archivováno 22. 6. 2018 na Wayback Machine. |
| 19                                          | Rúrik Gíslason                | SV Sandhausen (Německo)        | 23.2.1988                     | Archivováno 23. 6. 2018 na Wayback Machine. |
| 20                                          | Emil Hallfredsson             | Udinese Calcio (Itálie)        | 29.6.1984                     | Archivováno 23. 6. 2018 na Wayback Machine. |
| 21                                          | Arnór Ingvi Traustason        | Malmö FF (Švédsko)             | 30.4.1993                     | Archivováno 23. 6. 2018 na Wayback Machine. |
| Útočníci                                    |                               |                                |                               |                                             |
| 9                                           | Björn Sigurdarson             | FK Rostov (Rusko)              | 26.2.1991                     | Archivováno 23. 6. 2018 na Wayback Machine. |
| 11                                          | Alfreð Finnbogason            | FC Augsburg (Německo)          | 1.2.1989                      | Archivováno 23. 6. 2018 na Wayback Machine. |
| 22                                          | Jón Dadi Bödvarsson           | Reading FC (Anglie)            | 25.5.1992                     | Archivováno 23. 6. 2018 na Wayback Machine. |
| Hlavní trenér                               |                               |                                |                               |                                             |
| Heimir Hallgrímsson 10.6.1967               | Heimir Hallgrímsson 10.6.1967 | Heimir Hallgrímsson 10.6.1967  | Heimir Hallgrímsson 10.6.1967 | Archivováno 23. 6. 2018 na Wayback Machine. |
| Soupiska na FIFA.com                        |                               |                                |                               |                                             |
| Archivováno 20. 6. 2018 na Wayback Machine. |                               |                                |                               |                                             |

## Chorvatsko
| Číslo                                       | Jméno                   | Stát / klub                     | Datum narození          | Foto                                         |
| Brankáři                                    | Brankáři                | Brankáři                        | Brankáři                | Brankáři                                     |
| ------------------------------------------- | ----------------------- | ------------------------------- | ----------------------- | -------------------------------------------- |
| 1                                           | Dominik Livaković       | GNK Dinamo Záhřeb (Chorvatsko)  | 9.1.1995                | Archivováno 23. 6. 2018 na Wayback Machine.  |
| 12                                          | Lovre Kalinić           | KAA Gent (Belgie)               | 3.4.1990                | Archivováno 27. 12. 2019 na Wayback Machine. |
| 23                                          | Danijel Subašić         | AS Monaco FC (Francie)          | 27.10.1984              | Archivováno 23. 6. 2018 na Wayback Machine.  |
| Obránci                                     |                         |                                 |                         |                                              |
| 2                                           | Šime Vrsaljko           | Atlético Madrid (Španělsko)     | 10.1.1992               | Archivováno 23. 6. 2018 na Wayback Machine.  |
| 3                                           | Ivan Strinić            | AC Milán (Itálie)               | 17.7.1987               | Archivováno 23. 6. 2018 na Wayback Machine.  |
| 5                                           | Vedran Ćorluka          | FK Lokomotiv Moskva (Rusko)     | 5.2.1986                | Archivováno 23. 6. 2018 na Wayback Machine.  |
| 6                                           | Dejan Lovren            | Liverpool FC (Anglie)           | 5.7.1989                | Archivováno 23. 6. 2018 na Wayback Machine.  |
| 13                                          | Tin Jedvaj              | Bayer 04 Leverkusen (Německo)   | 28.11.1995              | Archivováno 23. 6. 2018 na Wayback Machine.  |
| 15                                          | Duje Ćaleta-Car         | FC Red Bull Salzburg (Rakousko) | 17.9.1996               | Archivováno 23. 6. 2018 na Wayback Machine.  |
| 21                                          | Domagoj Vida            | Besiktas Istanbul (Turecko)     | 29.4.1989               | Archivováno 23. 6. 2018 na Wayback Machine.  |
| 22                                          | Josip Pivarić           | FK Dynamo Kyjev (Ukrajina)      | 30.1.1989               | Archivováno 23. 6. 2018 na Wayback Machine.  |
| Záložníci                                   |                         |                                 |                         |                                              |
| 7                                           | Ivan Rakitić            | FC Barcelona (Španělsko)        | 10.3.1988               | Archivováno 23. 6. 2018 na Wayback Machine.  |
| 8                                           | Mateo Kovačić           | Real Madrid (Španělsko)         | 6.5.1994                | Archivováno 23. 6. 2018 na Wayback Machine.  |
| 10                                          | Luka Modrić –           | Real Madrid (Španělsko)         | 9.9.1985                | Archivováno 23. 6. 2018 na Wayback Machine.  |
| 11                                          | Marcelo Brozović        | Inter Milán (Itálie)            | 16.11.1992              | Archivováno 23. 6. 2018 na Wayback Machine.  |
| 14                                          | Filip Bradarić          | HNK Rijeka (Chorvatsko)         | 11.1.1992               | Archivováno 23. 6. 2018 na Wayback Machine.  |
| 19                                          | Milan Badelj            | ACF Fiorentina (Itálie)         | 25.2.1989               | Archivováno 23. 6. 2018 na Wayback Machine.  |
| Útočníci                                    |                         |                                 |                         |                                              |
| 4                                           | Ivan Perišić            | Inter Milán (Itálie)            | 2.2.1989                | Archivováno 23. 6. 2018 na Wayback Machine.  |
| 9                                           | Andrej Kramarić         | Hoffenheim (Německo)            | 19.6.1991               | Archivováno 23. 6. 2018 na Wayback Machine.  |
| 16                                          | Nikola Kalinić          | AC Milán (Itálie)               | 5.1.1988                | Archivováno 23. 6. 2018 na Wayback Machine.  |
| 17                                          | Mario Mandžukić         | Juventus FC (Itálie)            | 21.5.1986               | Archivováno 23. 6. 2018 na Wayback Machine.  |
| 18                                          | Ante Rebić              | Eintracht Frankfurt (Německo)   | 21.9.1993               | Archivováno 23. 6. 2018 na Wayback Machine.  |
| 20                                          | Marko Pjaca             | FC Schalke 04 (Německo)         | 6.5.1995                | Archivováno 23. 6. 2018 na Wayback Machine.  |
| Hlavní trenér                               |                         |                                 |                         |                                              |
| Zlatko Dalić 26.10.1966                     | Zlatko Dalić 26.10.1966 | Zlatko Dalić 26.10.1966         | Zlatko Dalić 26.10.1966 | Archivováno 23. 6. 2018 na Wayback Machine.  |
| Soupiska na FIFA.com                        |                         |                                 |                         |                                              |
| Archivováno 20. 6. 2018 na Wayback Machine. |                         |                                 |                         |                                              |

## Nigérie
| Číslo                                       | Jméno                  | Datum narození        | Stát / klub              | Foto                                        |
| Brankáři                                    | Brankáři               | Brankáři              | Brankáři                 | Brankáři                                    |
| ------------------------------------------- | ---------------------- | --------------------- | ------------------------ | ------------------------------------------- |
| 1                                           | Ikechukwu Ezenwa       | 16. 10. 1988          | Enyimba International FC | Archivováno 23. 6. 2018 na Wayback Machine. |
| 16                                          | Daniel Akpeyi          | 8. 8. 1986            | Chippa United FC         | Archivováno 23. 6. 2018 na Wayback Machine. |
| 23                                          | Francis Uzoho          | 28. 10. 1998          | Deportivo de La Coruña   | Archivováno 23. 6. 2018 na Wayback Machine. |
| Obránci                                     |                        |                       |                          |                                             |
| 2                                           | Brian Idowu            | 18.5. 1992            | FK Amkar Perm            | Archivováno 23. 6. 2018 na Wayback Machine. |
| 3                                           | Uwa Elderson Echiéjilé | 20. 1. 1988           | Cercle Brugge KSV        | Archivováno 23. 6. 2018 na Wayback Machine. |
| 5                                           | William Troost-Ekong   | 1. 9. 1993            | Bursaspor                | Archivováno 23. 6. 2018 na Wayback Machine. |
| 6                                           | Leon Balogun           | 28. 6. 1988           | 1. FSV Mainz 05          | Archivováno 23. 6. 2018 na Wayback Machine. |
| 12                                          | Shehu Abdullahi        | 12. 8. 1993           | Bursaspor                | Archivováno 23. 6. 2018 na Wayback Machine. |
| 20                                          | Chidozie Awaziem       | 1. 1. 1997            | FC Nantes                | Archivováno 23. 6. 2018 na Wayback Machine. |
| 21                                          | Tyronne Ebuehi         | 16. 12. 1995          | ADO Den Haag             | Archivováno 23. 6. 2018 na Wayback Machine. |
| 22                                          | Kenneth Omeruo         | 17. 10. 1993          | Kasımpaşa SK             | Archivováno 23. 6. 2018 na Wayback Machine. |
| Záložníci                                   |                        |                       |                          |                                             |
| 4                                           | Wilfred Ndidi          | 16. 12. 1996          | Leicester City FC        | Archivováno 23. 6. 2018 na Wayback Machine. |
| 8                                           | Oghenekaro Etebo       | 9. 11. 1995           | UD Las Palmas            | Archivováno 23. 6. 2018 na Wayback Machine. |
| 10                                          | John Obi Mikel –       | 22. 4. 1987           | Tchien-ťin Teda          | Archivováno 23. 6. 2018 na Wayback Machine. |
| 15                                          | Joel Obi               | 22. 5. 1991           | Turín FC                 | Archivováno 23. 6. 2018 na Wayback Machine. |
| 17                                          | Ogenyi Onazi           | 25. 12. 1992          | Trabzonspor              | Archivováno 23. 6. 2018 na Wayback Machine. |
| 19                                          | John Ogu               | 20. 4. 1988           | Hapoel Beer Ševa FC      | Archivováno 23. 6. 2018 na Wayback Machine. |
| Útočníci                                    |                        |                       |                          |                                             |
| 7                                           | Ahmed Musa             | 14. 10. 1992          | PFK CSKA Moskva          | Archivováno 23. 6. 2018 na Wayback Machine. |
| 9                                           | Odion Ighalo           | 16. 6. 1989           | Čchang-čchun Ja-tchaj    | Archivováno 23. 6. 2018 na Wayback Machine. |
| 11                                          | Victor Moses           | 12. 12. 1990          | Chelsea FC               | Archivováno 23. 6. 2018 na Wayback Machine. |
| 13                                          | Simeon Nwankwo         | 7. 5. 1992            | FC Crotone               | Archivováno 23. 6. 2018 na Wayback Machine. |
| 14                                          | Kelechi Iheanacho      | 10. 8. 1996           | Leicester City FC        | Archivováno 23. 6. 2018 na Wayback Machine. |
| 18                                          | Alex Iwobi             | 3. 5. 1996            | Arsenal FC               | Archivováno 23. 6. 2018 na Wayback Machine. |
| Hlavní trenér                               |                        |                       |                          |                                             |
| Gernot Rohr 28.6.1953                       | Gernot Rohr 28.6.1953  | Gernot Rohr 28.6.1953 | Gernot Rohr 28.6.1953    | Archivováno 23. 6. 2018 na Wayback Machine. |
| Soupiska na FIFA.com                        |                        |                       |                          |                                             |
| Archivováno 20. 6. 2018 na Wayback Machine. |                        |                       |                          |                                             |